# Fentanil
Fentanil je izuzetno jak sintetski opioidni analgetik (lijek protiv bolova) koji je dosta sličan morfinu, ali je 50-100 puta potentniji od njega. U ljekarnama se izdaje isključivo na liječnički recept, no postoji velika nelegalna proizvodnja i prodaja ovog lijeka na crno. Fentanil se koristi kod pacijenata sa srednje jakim i jakim bolovima, naročito nakon operativnih zahvata. Također se propisuje pacijentima koji imaju kronične bolove koji se ne mogu liječiti drugim opioidnim lijekovima; takvi bolovi se najčešće javljaju kod išijasa (ishijalgija). 